# Futurama: Worlds of Tomorrow
Futurama: Worlds of Tomorrow (en español, Futurama: Mundos del Mañana) es un videojuego de móvil para iOS y Android, desarrollado por TinyCo y Jam City, Inc. y publicado por FoxNext, lanzado al mercado el 29 de junio de 2017. El juego está basado en la serie americana de dibujos animados Futurama, contando con historias escritas por los escritores originales de la serie y con el doblaje original de sus respectivos personajes.

## Trama
Después de que el Hipnosapo hipnotizara al Profesor Farnsworth y ordenara a la tripulación del Planet Express hacer una "entrega" al planeta anfibio Amphibios 9, el Hipnosapo realiza un desgarre en el espacio-tiempo hacia un universo alternativo, trayendo a un Hipnosapo femenino al universo actual. Esto hace dispersarse al universo y a todos los personajes, a excepción de Fry y Nibbler. Con la ayuda de Nibbler, Fry debe ayudar a poner el universo como estaba y a salvar a sus amigos, en especial a Leela, reconstruyendo Nueva Nueva York y trayendo de vuelta personajes durante el camino.
- Datos: Q33101499